# Шелководство в Азербайджане

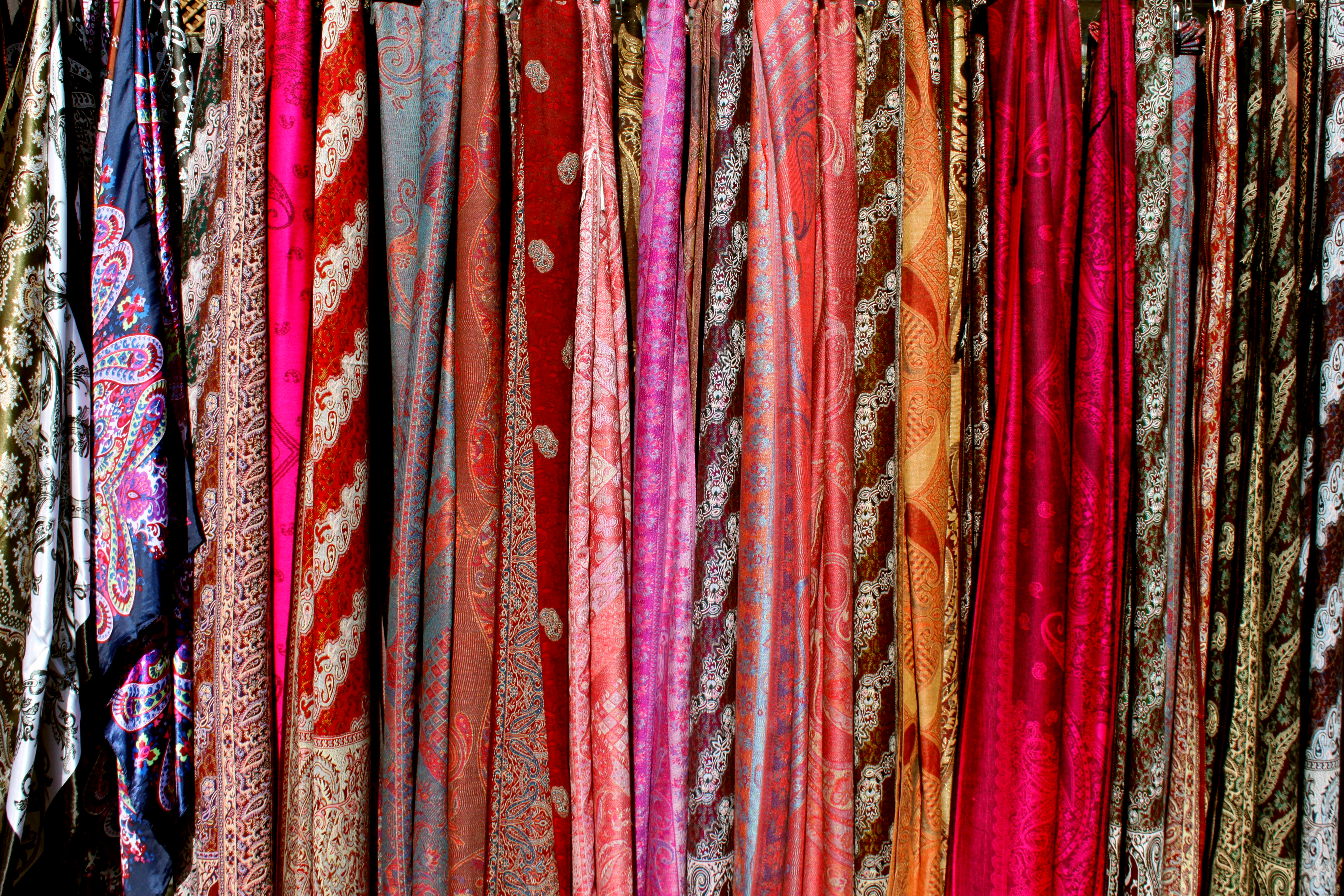
Шёлковые платки кялагаи в Баку

Шелководство в Азербайджане — отрасль сельского хозяйства, распространившаяся на территории Азербайджана с древних времён, и развивающаяся по сей день. Основными производственными зонами являются Шеки и Баскал. На развитие отрасли шелководства в Азербайджане повлияло прохождение через определённые районы Азербайджана маршрута Шелкового Пути.
В 2022 году на заседании Межправительственного комитета ЮНЕСКО по сохранению нематериального культурного наследия, прошедшем с 28 ноября по 3 декабря в Рабате, шелководство и традиционное производство шёлка для ткачества было внесено в репрезентативный список нематериального культурного наследия человечества от Азербайджана, Афганистана, Ирана, Турции, Таджикистана, Туркменистана и Узбекистана.

## История развития
Шелководство в Азербайджане зародилось около 1500 лет назад. Шелководство с древних времен было наиболее распространено в провинции Ширвана,  Гяндже, Шеки а также Баскале.

### XV век
В XV веке в одном из основных городов государства Ширваншахов, в Шамахы, было распространено шелководство. Амброджо Контарини, посетивший Шамахы в 1475 году, так же отмечал город как центр шелководства, в частности представив его шёлк, как «известный в Венеции как таламанский шелк».
С XV века Шеки известен как место производства  шелка. Баскал также расположен на Шелковом Пути. В XV веке он стал усиленно развиваться за счет производства шёлка.

### XIX — начало XX века
Согласно записям археолога А.П. Фитуни в 1795 году в Баскале была создана шелкомотальная фабрика. 
После включения Азербайджана в состав Российской империи в связи со спросом на шелк шелководство стало усиленно развиваться. Основными зонами развития шелководства в Азербайджане стали Джаро-Балакенская, Шекинская и Ширванская области.  В 1836 году было создано Общество распространения за Кавказом шелководства и торговой промышленности. В том же году Обществу было передано руководство над Ханабадской мануфактурой, действовавшей с 1829 года. Осуществлённые меры привели к росту количества станков с 1829 по 1850 год с 20 до 30 единиц. Созданная в 1843 году в Нухе практическая школа шелководства стала местом обучения специалистов в области выращивания шёлка-сырца.
1860-70-е годы характеризуются периодом кризиса в связи с завозом заражённой грены. Для восстановления производства, государством были предприняты меры по ликвидации заражённой грены и ввозе качественной. В 1880-х годах шелководство было полностью восстановлено и продолжило развитие. В определённых районах Азербайджана имелась грена, дававшая урожай 2 раза в год.
В 1861 году в Шеки была создана крупнейшая в мире шелкопрядильная фабрика. Шеки стал центром шелководства Кавказа.
Баскальский шёлк в 1862 году был представлен впервые на Всемирной выставке 1862 года в Лондоне, где мастер получил серебряную медаль за представленные кялагаи».

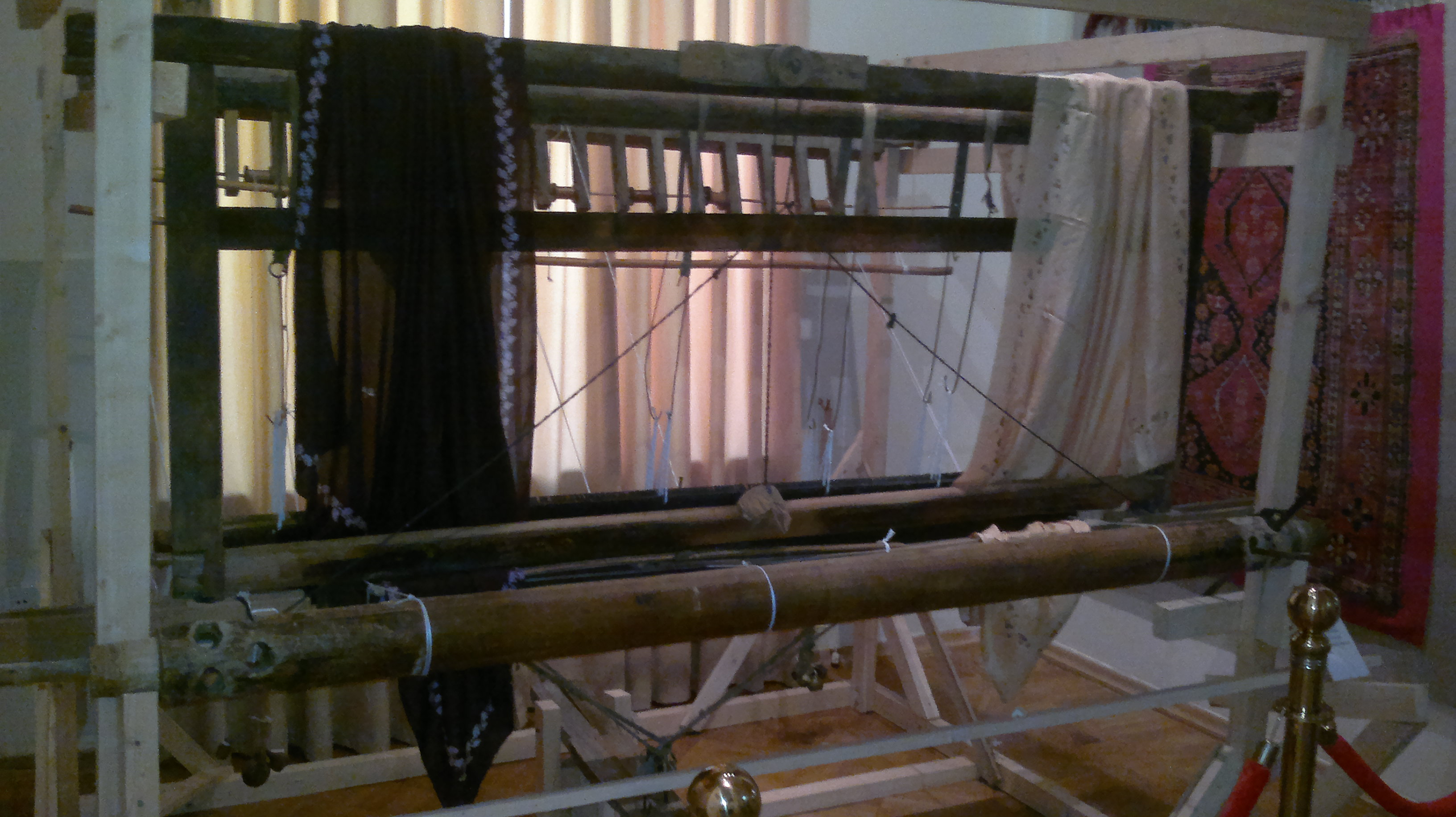
Станок для изготовления шёлковых тканей в Музее истории Азербайджана

Одним из центров шелководства Южного Кавказа в 1880-х годах являлся Ширван. В издании газеты «Кавказское сельское хозяйство» указывается, что шелководство наряду с полеводством были основными секторами прибыли области в тот период. Основные центры также располагались в Закатальском округе, Геокчайском,  Арешском, Шемахинском и  Нухинском уездах. 
К концу 1880-х годов шелководство было распространено в порядка 1100 селениях. 
К началу XX века порядка 40% населения Шемахинского уезда было занято шелководством.
Начиная с 1890-х годов в различных районах, таких как Геокчай (в 1898 году), Шемахы (в 1890 году), проводились выставки, конкурсы. В 1914 году в Кюрдамир был завезён инкубатор для грены, за счет которого шелководство начало развиваться и в этом районе. Геокчайские шелководы принимали участие в различных выставках, связанных с шелководством, на которых удостаивались наград и дипломов. 
В 1914 году в Кюрдамире был создан первый шелководческий пункт. В данный период в сферу шелководства стал внедряться наемный труд, использование новых технологий.

### Период Азербайджанской ССР
В 1960—1970 годах Азербайджанская ССР занимала второе место в СССР по изготовлению шёлкового волокна, производя до 20 000 тонн кокона в год. Шёлк экспортировался в Японию, Швейцарию и Италию. В 1986 году производство составило 6000 тонн коконов.
В 1973 году открыта Гахская станция племенного шелководства.

## Современный период
Азербайджан осуществляет закупки шелкопряда из Китая, и после культивирования в инкубаторе, передает бесплатно фермерам, стимулируя производительность.
Шеки считается центром шелководства Азербайджана. Баскал считается второй зоной шелководства после Шеки. Главным продуктом производства шелкопрядов в  Баскале является национальный символ страны кялагаи.
В Гахе действует Гахская станция племенного шелководства, на которой созданы плантации шелковицы. На территории 3 гектар на станции расположены тутовые сады С 2019 по 2025 год из Китая импортировано 4,5 миллиона саженцев. В 2019 году 3 гектарах высажено 30 тысяч саженцев. На май 2025 года выращиваются сорта «Гах-1» и «Гах-2».
В 2015 году было произведено всего 236 килограмм коконов. В 2016 году начат проект по производству новых грен. Был начат импорт саженцев и грен из Китая. Основным экспортёром из Китая является «Shandong Guangtong Silkworm eggs Co., Ltd».
В 2017 году производство коконов выросло в 3,4 раза по сравнению с 2016 годом.
27 ноября 2017 года принята Государственная программа по развитию коконоводства и шелководства в Азербайджане на 2018 — 2025 годы. Целью программы является восстановление производства коконов до 6000 тонн в год.
В 2017 году в Шеки прошла 8-мая Международная конференция по шелководству на тему «Климатические  изменения и химические  реагенты: Новые  поиски в  шелководстве». Участвовало 44 представителя из 9 стран. Было обсуждено влияние климатических изменений в  Европе, Центральной  Азии, а также Кавказе, на шелководство.
В 3-й статье 1-го раздела закона Азербайджана о правовой охране выражений фольклора Азербайджана, шелководство является выражением фольклора, и подлежит охране государством.

### Азерипек
В Шеки действует шелкопрядильная фабрика по производству платков, шарфов. В 2005 году в рамках программы по улучшению шелководства крупнейшая компания Азербайджана «Шеки-Ипек» была реконструирована для увеличения производительности и качества. Позднее ООО «Шеки-Ипек» было переименовано в ООО «Азерипек».
ООО «Азерипек» производит шёлк-сырец, келагаи, шёлковые шарфы, иные изделия. Продукция реализуется на внутреннем рынке, а также экспортируется в Иран, Турцию и Россию.
Для работы предприятия в односменном режиме требуется до 400 тонн влажных коконов в год. В 2024 году компания получила 174 тонны влажных коконов из 34 районов Азербайджана.
Предприятие способно работать в двухсменном режиме. Для двухсменной работы необходимо до 800 тонн влажных коконов в год. 
Компания планирует производство хлопковых тканей с примесью искусственной пряжи.
В компании действуют шелкомотальный, красильно-отделочный, прядильный и ковровый цеха. 
На октябрь 2024 года в компании работают 265 сотрудников.
Шелкомотальный цех перерабатывает 8,3 тонны сухих коконов в месяц. Для работы цеха в односменном режиме требуется 140-145 тонн сухих коконов в год. Механические станки в цехе заменены автоматическими шелкомотальными станками. В день станки обрабатывают 150-155 килограммов шёлка-сырца. При производстве коконов ежедневно перерабатывается 440-470 килограммов коконов.
«Азерипек» изготавливает кялагаи из шёлка размером 75х75, 110х110, 150х150 сантиметров и шёлковые шарфы размером 190х65 сантиметров.
В красильно-отделочном цеху производится более 3 тысяч кялагаи в месяц.
С сентября 2020 года ковроткацкий цех возобновил производство шёлковых ковров. На один квадратный метр производимого шёлкового ковра приходится 490 тысяч узлов.
Шёлковые нити производятся в самой компании, и окрашиваются в красильно-отделочном цеху.
За 9 месяцев 2024 года компанией соткано 9 000 м2 ткани из шёлка-сырца, 6 465 единиц кялагаи, 1 470 шарфов с цветочным орнаментом, 501 косынка, 3 824 килограмма белой и 304 килограмма чёрной ваты, 4148 килограммов петлевой нити, соткано 4 шёлковых ковра.

## Кялагаи
Самым популярным, товаром из шёлка в Азербайджане является женский шелковый платок именуемый Кялагаи. Кялагаи преимущественно производится в Шеки и Баскале. В 2014 году Кялагаи был включен в список ЮНЕСКО как нематериальное культурное наследие от Азербайджана.